# 40 км (зупинний пункт, Львівська дирекція Львівської залізниці)
40 км — пасажирський залізничний зупинний пункт Львівської дирекції Львівської залізниці розташований на одноколійній, неелектрифікованій лінії Львів — Ходорів.
Розташований у с. Великі Глібовичі Перемишлянського району між станціями Глібовичі та Вибранівка.
На зупинному пункті зупиняються приміські поїзди.